# Exhorder

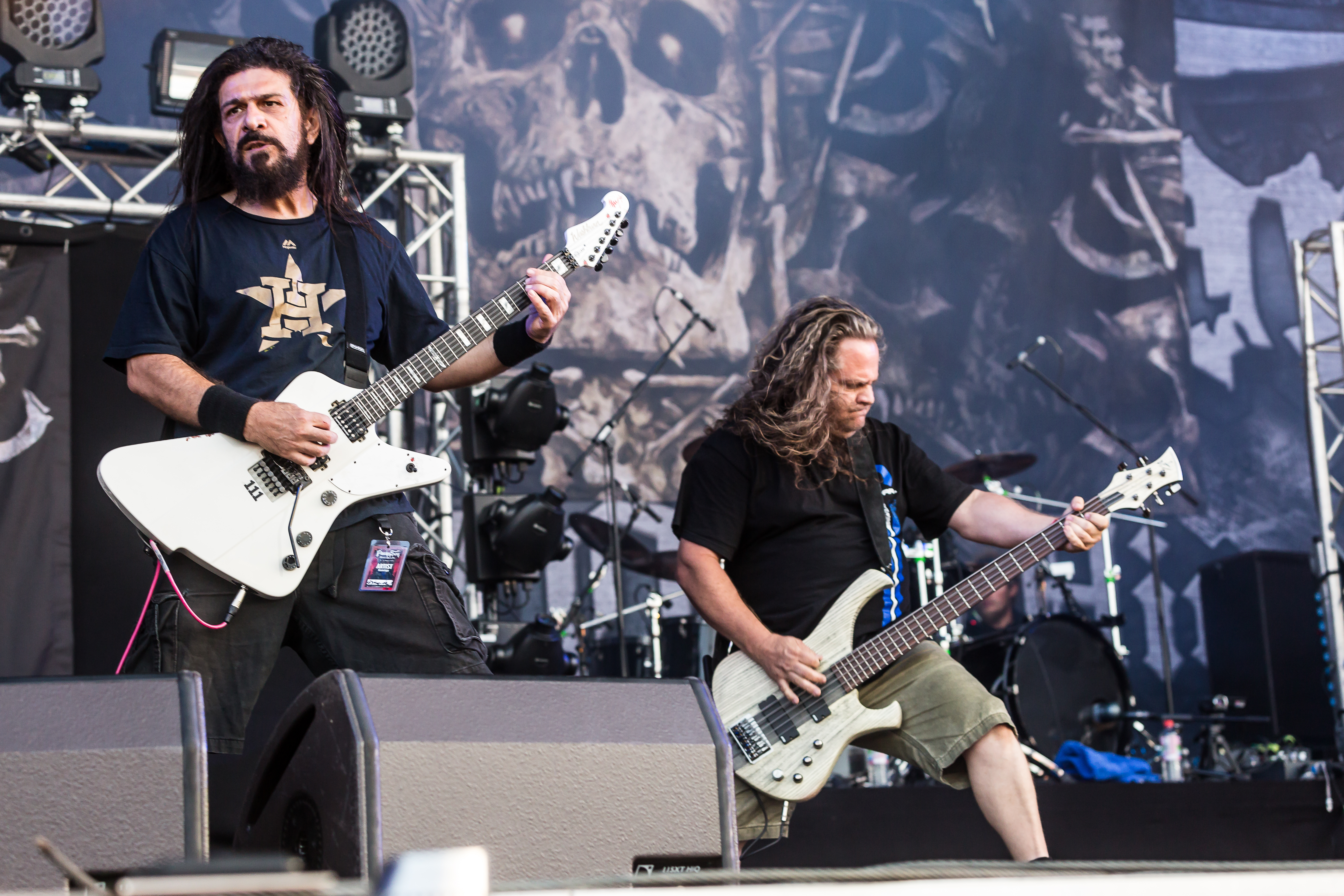
Exhorder se apresentando em 2018.

O Exhorder é uma banda de Nova Orleães, formada em 1985. Foi considerada a banda criadora do estilo groove metal, posteriormente popularizado pela banda Pantera. Também foi uma das bandas que ajudaram a formar o "Louisiana sound", um som partilhado entre muitas bandas de metal do estado da Luisiana.

## História
A banda lançou duas demos, uma em 1986 (Get Rude) e outra (Slaughter in the Vatican) em 1988. O grupo aumentou sua fama rapidamente após as gravações da demo, mas foi reformulado com o novo guitarrista Jay Ceravolo (que substituiu David Main).
Slaughter in the Vatican, o primeiro álbum da banda, foi lançado em 1990. O álbum foi retirado da demo de mesmo nome lançada em 1988, que solidificou seus riffs em um estilo estrutural rígido. Embora não sendo muito bem visto por causa da capa e do título ofensivo, seu segundo lançamento, The Law, de 1992, tinha um estilo mais como o groove metal ao invés de thrash metal e não fez tanto sucesso como seu antecessor. Depois de sua turnê do álbum pela Europa, a banda se separou.

### Após a dissolução
O Vocalista Kyle Thomas formou  a banda Floodgate com seu irmão, aparecendo algumas vezes em shows da banda "Trouble", enquanto o guitarrista Jay Ceravolo formou o "Fall From Grace". Chris Nail é o co-presidente dos 7 C&M Music Center em Los Angeles.

### Reuniões e shows
O Exhorder se reuniu no período de 2001, 2003, 2008 e 2011 para alguns shows.

### Novo álbum - "Mourn The Southern Skies"
A lendária banda retornou com um novo álbum de inéditas após 27 anos. Entitulado "Mourn The Southern Skies", foi lançado em 20 de setembro de 2019 pela Nuclear Blast Records. Em um primeiro trailer, no qual Thomas e La Bella falam sobre a evolução e desenvolvimento dos sons de thrash-and-groove da banda ao longo das décadas, LaBella comentou: "Poderíamos ter feito esse disco em quase qualquer lugar que quiséssemos. Nós escolhemos fazê-lo – a gravação principal – em Nova Orleans com Duane Simoneaux. Você ouviu o trabalho de Duane em muitos trabalhos do Crowbar. Ele fez um pequeno trabalho com Down, eu acho, e um monte de coisas locais. Ele é um talento extremo, e está me ajudando a produzir. Ele é uma mente brilhante, cara. Eu não conseguia pensar em um lugar melhor ou em uma pessoa melhor para capturar essas faixas do que aqui mesmo em nossa própria cidade natal. Então, estamos tentando manter isso o mais local possível.”.
Atualmente, o Exhorder conta com os membros fundadores Vinnie LaBella (guitarra) e Kyle Thomas (vocal), junto com Jason Viebrooks (Heathen) (Grip. Inc) no baixo, Marzi Montazeri (ex-Superjoint Ritual, Philip H. Anselmo & The Ilegals) na guitarra e Sasha Horn (Forbbiden) na bateria.

## Membros da banda
Formação atual
- Vinnie Labella - guitarra - (1985-1992, 1998-2003, 2008-2011, 2019, presente).
- Kyle Thomas - vocal - (Floodgate, Pitts Vs. Preps, Alabama Thunderpussy, Trouble) - (1985-1992, 1998-2003, 2008-2011, 2019, presente).
- Jason Viebrooks - baixo - (Heathen) - (2019, presente).
- Marzi Montazeri - guitarra - (ex-Superjoint Ritual, Philip H. Anselmo & The Ilegals) - (2019, presente).
- Sasha Horn - bateria - (Forbbiden) - (2019, presente).

Ex-integrantes
- Chris Nail - bateria - (1985-1992, 1998-2003, 2008-2010).
- Seth Davis - bateria - (2010).
- Andy Villaferra - baixo - (1985-1990, 2009-2010).
- David Main - guitarra - (1985-1988).
- Franky Sparcello - baixo - (1991-1992, 2010-2011).
- Jay Ceravolo - guitarra - (Fall From Grace) (1988-1992, 1998-2003, 2008-2011).

## Discografia
Álbuns de estúdio;
- Slaughter in the Vatican (1990)
- The Law (1992)
- Mourn The Southern Skies (2019)

Demos;
- Get Rude (1986)
- Slaughter in the Vatican (1988)

Álbum ao vivo;
- Live Death (1994)

## Ligação externa
- «MySpace oficial» (em inglês)